# Ma Ning (Schiedsrichter)
Ma Ning (chinesisch 马宁 Mǎ Níng; * 14. Juni 1979) ist ein chinesischer Fußballschiedsrichter. Er steht seit 2011 auf der Liste der FIFA-Schiedsrichter.

## Karriere
In seinem Berufsleben ist er Lehrer am Wuxi Vocational and Technical College.
Am 5. Mai 2015 löste er eine Kontroverse aus, als er im Shanghai-Derby zwischen SIPG und Shenhua in der Chinese Super League drei Spieler von Shenhua relativ früh mit Rot vom Feld stellte, so endete die Partie mit einem 5:0-Sieg von SIPG.
Er wurde am 23. Februar 2019 vom CFA zu einem der professionellen Elite-Schiedsrichter in China ernannt. Am 19. Mai 2022 wurde er dann als einer der 36 Schiedsrichter verkündet, welche Spiele bei der Weltmeisterschaft 2022 leiten werden. Damit ist er erst der zweite Chinese nach Lu Jun bei der Weltmeisterschaft 2002, welchem diese Aufgabe zuteilwird.
Während einer CSL-Partie zwischen Wuhan Yangtze River und Henan Songshan Longmen am 21. August 2022, wurde er von Henrique Dourado, einem Stürmer von Songshan Longmen, absichtlich umgestoßen, wofür dieser wegen tätlichen Verhaltens sofort vom Feld gestellt wurde. Das Spiel endete anschließend mit 2:2. Nach fünf Tagen verkündete der nationale Verband eine Sperre von 12 Monaten für Dourado, was einen neuen Rekord in der Geschichte der CSL aufstellte.